# 여주 이씨 수졸당파 문중 전적 및 고문서
여주이씨 수졸당파 문중 전적 및 고문서(驪州李氏 守拙堂派 門中 典籍 및 古文書)는 대한민국 경상북도 경주시 강동면에 있는 전적 및 고문서이다. 2017년 1월 5일 경상북도의 유형문화재 제499호로 지정되었다.

## 지정사유
이번에 문화재로 신청된 자료는 회재 이언적(晦齋 李彦迪)의 넷째 손자인 수졸당 이의잠(守拙堂 李宜潛)의 후손가에 전해오는 전적 및 고문서이다. 이 가운데 문화재적 지정 가치가 있는 자료는 5종 8책의 전적과 1매의 고문서이다.

### 속자치통감강목
『속자치통감강목(續資治通鑑綱目), 권27』(1책)은 북송 태조부터 원나라 순제까지의 408년 역사를 속찬해 27권으로 간행한 책 가운데 권27만 있는 잔본(殘本)이다. 초주갑인자본(初鑄甲寅字本)으로 임진왜란 이전에 간행된 서적으로서 역사학과 서지학 연구의 귀중한 자료이다.

### 두공부칠언율시
『두공부칠언율시(杜工部七言律詩)』(1책)는 원나라 우집(虞集)이 당나라 시인 두보의 시집에서 120수를 뽑아 주해한 책으로, 1443년(정통 8) 간행된 明판본을 저본으로 판각한 것으로 추정되며 일부 내용 탈락과 훼손이 있지만 문학과 서지학 연구에 귀중한 자료이다.

### 문원공회재선생년보
『문원공회재선생년보(文元公晦齋先生年譜)』(1책)는『회재선생문집』의 연보와 부록 부분으로서 초간본 혹은 경주 중간본으로 추정된다.

### 영규률수
『영규률수(瀛奎律髓), 권16∼19』(1책)는 원나라의 방회(方回)가 당과 송의 오언·칠언 율시 3,014수를 선택해 49주제로 편찬한 책이다. 전체 20권 가운데 영본(零本)으로 1475년(성종 6) 번각본의 후쇄본으로 추정되며 조선시대에 시(詩)학습서로 널리 읽힌 점에서 중요한 서적이다.

### 회재선생문집
1565년(명종 20)에 이전인(李全仁)이 이언적의 글을 정리하고 1566년에 이황이 쓴 행장을 붙여 정고본을 완성하였는데,『회재선생문집(晦齋先生文集), 권1∼13』(4책)은 1575년(선조 9)에 경주부에서 간행한 초고본이다. 회재(晦齋)의 사상과 행적을 연구하는 기본 자료이면서 서지학 연구의 자료로서 의미가 크다.

### 경상도유생응제
아울러, 고문서 「경상도유생응제(慶尙道儒生應製)」(1매)는 정조연간 경상도 유생들의 활동을 보여주는 것으로 과거시험의 응시 및 당락 등을 지역별로 파악한 희귀한 자료이다.

## 의의
따라서 이상 여주이씨 수졸당파 문중의 전적 5종 8책과 고문서 1매를 유형문화재로 지정한다.

## 지정 내역
| 일련번호        | 명칭                                  | 재료    | 구조·형식 ·형태 | 규격(cm)     | 수량    | 기타 특징                          |
| --------------- | ------------------------------------- | ------- | --------------- | ------------ | ------- | ---------------------------------- |
| 有形 文化財 499 | 驪州李氏 守拙堂派 門中 典籍 및 古文書 | 8冊 1枚 | 8冊 1枚         | 8冊 1枚      | 8冊 1枚 | 8冊 1枚                            |
| -1)             | 續資治通鑑綱目 卷27                   | 紙      | 金屬活字本      | 35.5×23.0cm  | 1冊     | 16세기 인출 추정, 初鑄甲寅字本     |
| -2)             | 杜工部七言律詩                        | 紙      | 木版本          | 27.0×16.1cm  | 1冊     | 1443년 明판본을 저본으로 판각 추정 |
| -3)             | 文元公晦齋先生年譜                    | 紙      | 木版本          | 33.6×22.0cm  | 1冊     | 초간본 또는 경주 중간본 추정       |
| -4)             | 瀛奎律髓 卷16∼19                      | 紙      | 木版本          | 26.9×15.7cm  | 1冊     | 1475년 번각본의 후쇄본 추정        |
| -5)             | 晦齋先生文集 卷1∼13                   | 紙      | 木版本          | 33.0×21.5cm  | 4冊     | 경주부 간행 초간본                 |
| -6)             | 慶尙道儒生應製                        | 紙      | 寫本            | 33.6×457.2cm | 1枚     | 1790년경 추정                      |

## 참고 자료
- 여주이씨 수졸당파 문중 전적 및 고문서 - 국가유산청 국가유산포털